# Guerres franco-anglaises
Les guerres franco-anglaises recoupent les différentes guerres entre l'Angleterre et après 1707, la Grande-Bretagne et la France.
- Conflit entre Capétiens et Plantagenêt
  - Invasion française de la Normandie (1202-1204)
  - Guerre franco-anglaise de 1213-1214
  - Première guerre des Barons (1215-1217)
  - Guerre du Poitou (1224)
  - Guerre de Saintonge (1242)
- Guerre de Guyenne (1294-1303)
- Guerre de Saint-Sardos (1324)
- Guerre de Cent Ans (1337-1453)
- Guerres d'Italie
  - Guerre de la Ligue de Cambrai (1508-1516)
  - Sixième guerre d'Italie (1521-1525)
  - Neuvième guerre d'Italie (1542-1546)
  - Onzième guerre d'Italie (1551-1559)
- Guerre franco-anglaise (1627-1629)
- Deuxième guerre anglo-néerlandaise (1665-1667)
- Guerres de Louis XIV
  - Guerre de la Ligue d'Augsbourg (1688-1697)
  - Guerre de Succession d'Espagne (1701-1714)
- Guerre de Succession d'Autriche (1740-1748)
- Guerre de Sept Ans (1756-1763)
- Guerre franco-anglaise (1778-1783)
- Guerres de la Révolution française
  - Première Coalition (1792-1797)
  - Deuxième Coalition (1798-1802)
- Guerres napoléoniennes
  - Troisième Coalition (1805)
  - Quatrième Coalition (1806-1807)
  - Cinquième Coalition (1809)
  - Sixième Coalition (1813-1814)
  - Septième Coalition (1815)

Cette liste totalise 216 ans de conflits.